# Hokies de Virginia Tech
Les Hokies de Virginia Tech (en anglais : Virginia Tech Hokies) sont un club omnisports universitaire de Institut polytechnique et université d'État de Virginie située à Blacksburg en Virginie.
Les 20 équipes sportives des Hokies (10 masculines et 10 féminines) participent aux compétitions universitaires organisées par la National Collegiate Athletic Association en tant que membre de l'Atlantic Coast Conference.
La plus fameuse équipe des Hokies est celle de football américain qui joue ses matchs à domicile au Lane Stadium, enceinte de 66 233 places inaugurée en 1965.

## Origine du surnom
Le surnom de « Hokie » date de 1896. En effet, un concours est organisé afin de trouver un nouveau cri de ralliement à la suite du changement de nom de l'université (Virginia Agricultural and Mechanical College (VAMC) devient Virginia Agricultural and Mechanical College and Polytechnic Institute (VPI)). Un ancien étudiant, O.M. Stull, le remporte après avoir proposé comme surnom le terme « Old Hokie (en) ». Stull reçoit 5 dollars de récompense pour son idée.
Le mot « Hokie » n'a pas de sens à proprement parler (on peut le comparer aux termes « hooray », « yeah », « rah »). Stull s'est probablement inspiré d'un mot d'argot qui était couramment utilisé, depuis au moins l'année 1842 selon l'ancien professeur de l'université Johann Norstedt, pour exprimer un sentiment, une approbation, une excitation, ou encore une surprise.

## Sports représentés
| Hommes (10)                                 | Femmes (10)       |
| ------------------------------------------- | ----------------- |
| Athlétisme †                                | Athlétisme †      |
| Baseball                                    |                   |
| Basketball                                  | Basketball        |
| Cross country                               | Cross country     |
| Football (soccer)                           | Football (soccer) |
| Football américain                          |                   |
| Golf                                        | Golf              |
| Lutte                                       | Lacrosse          |
| Natation/Plongeon                           | Natation/Plongeon |
|                                             | Softball          |
| Tennis                                      | Tennis            |
|                                             | Volley-ball       |
| † – Athlétisme en salle et/ou en plein air. |                   |

## Historique des conférences
| Période     | Conférence                                               | Note                                                        |
| ----------- | -------------------------------------------------------- | ----------------------------------------------------------- |
| 1895–1906   | Virginia Intercollegiate Athletic Association (en)       |                                                             |
| 1907–1921   | South Atlantic Intercollegiate Athletic Association (en) |                                                             |
| 1921–1965   | Southern Conference                                      |                                                             |
| 1965–1978   | Indépendants                                             |                                                             |
| 1978–1995   | Metro Conference (en)                                    | sauf le football américain                                  |
| 1991–1998   | Colonial Athletic Association                            | uniquement la lutte                                         |
| 1991–2000   | Big East Conference                                      | uniquement le football américain, les autres sports en 2000 |
| 1995–2000   | Atlantic 10 Conference                                   | sauf la lutte et le football américain                      |
| 1998–2004   | Eastern Wrestling League (en)                            | uniquement la lutte                                         |
| 2000–2004   | Big East Conference                                      | sauf la lutte et le basketball                              |
| Depuis 2004 | Atlantic Coast Conference                                |                                                             |

## Football américain

### Descriptif en début de saison 2024
- Couleurs :   (marron de Chicago et orange brûlé)[3]

- Dirigeants :
  - Directeur sportif : Whit Babcock (en)
  - Entraîneur principal : Brent Pry (en), 3e saison, bilan : 4 - 10  (28,6%)

- Stade
  - Nom : Lane Stadium
  - Capacité : 62 632
  - Surface de jeu : pelouse naturelle Chiendent pied-de-poule (Bermuda Grass)
  - Lieu : Blacksburg, Virginie

- Conférence :
  - Actuelle : Atlantic Coast Conference (ACC) (depuis 2004)
  - Ancienne : 
    - Indépendants (1892–1906)
    - South Atlantic Intercollegiate Athletic Association (SAIAA, 1912–21)
    - Southern Conference (SoCon, 1922–64)
    - Indépendants (1965–1990)

  - Big East Conference (1991–2003)

- Internet :
  - Nom site Web : HokieSports.com
  - URL : https://hokiesports.com/sports/football

- Bilan des matchs :
  - Victoires : 771 (60,1%)
  - Défaites : 505
  - Nuls : 46

- Bilan des Bowls :
  - Victoires : 14 (66,7%)
  - Défaites : 21
  - Nuls : 0

- College Football Playoff : -

- Titres :
  - Titres nationaux : 0 (finaliste en 1999, défaite 29-46 au Sugar Bowl 2000 contre Florida State
  - Titres de conférence : 11 (4 ACC, 3 Big East, 3 SAIAA, 1 SoCon)
  - Titres de la division Coastal de l'ACC : 6 (2005, 2007, 2008, 2010, 2011, 2016)

- Joueurs :
  - Vainqueurs du Trophée Heisman : 0
  - Sélectionnés All-American : 8

- Hymne : Tech Triumph (en)
- Mascotte : Hokie Bird (en), Gobbler
- Fanfare : The Marching Virginians

- Rivalités :
  - Rivalité (en) avec Cavaliers de la Virginie ;
  - Rivalité (en) avec Mountaineers de la Virginie-Occidentale ;
  - Rivalité (en) avec Hurricanes de Miami
  - Rivalité avec Yellow Jackets de Georgia Tech ;
  - Rivalité (en) avec Eagles de Boston College ;
  - Rivalité (en) avec Keydets de VMI.

### Histoire
Le programme de football américain de Virginia Tech débute en 1892. En 1912, ils rejoignent la South Atlantic Intercollegiate Athletic Association (en) (SAIAA). 
La meilleure équipe de Virginia Tech est celle de 1999. Mené par le quarterback Michael Vick, les Hokies sont invaincues pendant la saison régulière et remportent le titre de la Big East Conference. Ces performances les mènent au BCS National Championship Game, le Sugar Bowl 2000, qu'ils perdent toutefois 46 à 29 contre les Seminoles de Florida State. Cette partie est leur unique apparition à la finale nationale du football américain. L'édition 1999 termine avec une fiche de 11 victoires et 1 défaite.